# Sa Pobla
Sa Pobla, en catalan et officiellement (La Puebla en castillan), est une commune de l'île de Majorque dans la communauté autonome des îles Baléares en Espagne. Elle est située au nord-ouest de l'île et fait partie de la comarque du Raiguer.

## Géographie

Localisation de l'île de Majorque dans les Îles Baléares.
Localisation de Sa Pobla dans l'île de Majorque.
Localisation de la comarque du Raiguer dans l'île de Majorque.

## Économie

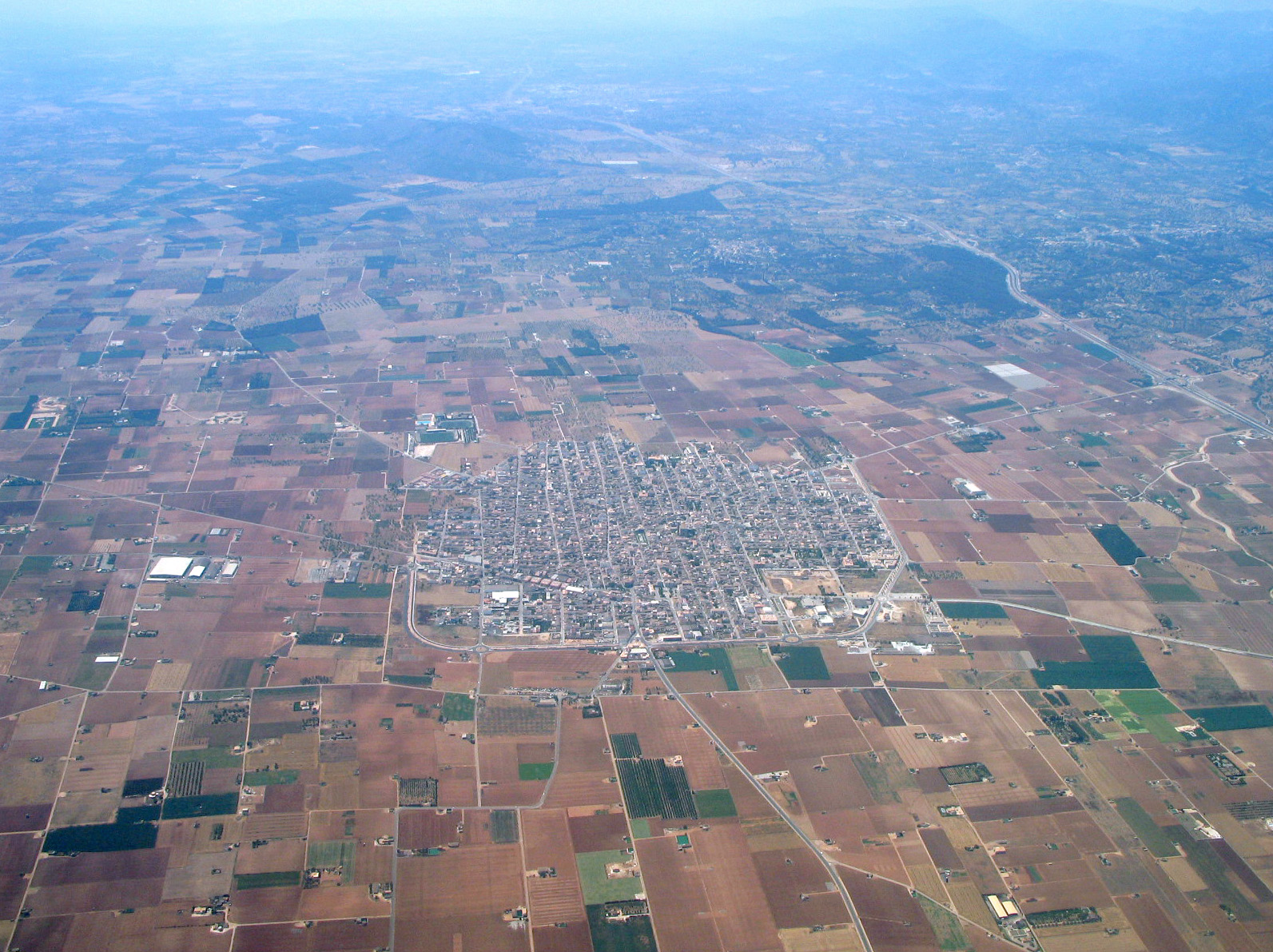
Vue d'avion de Sa Pobla.

## Culture locale et patrimoine

### Personnalités liées à la commune
- Antoni Serra Serra (1708-1755) : écrivain religieux né à Sa Pobla ;
- Valtònyc (1993-) : rappeur né à Sa Pobla ;
- Simón Andreu : acteur né en 1941 à Sa Pobla.